# 脇栄太郎
脇 栄太郎（脇 榮太郎、わき えいたろう、1847年（弘化4年10月） - 1908年（明治41年）12月7日）は、明治時代の政治家。衆議院議員（当選4回）。

## 経歴
安芸広島藩領賀茂郡、のちの寺西村（広島県賀茂郡西条町、寺西村、寺西町、西条町を経て現東広島市）出身。12、3歳の時に京師、浪花に数年遊学する。漢籍および剣術を修めた。業成ると故郷に帰り、家業の農業、醸造業等に従事する。
農兵組頭、庄屋、戸長、第八大区書記、賀茂郡書記を経て、1882年（明治15年）、広島県会議員に当選。広島県会議員、同常置委員、同議長などを務めた。ほか、山陽鉄道、中国紡績各重役、私立関西中学校財団理事などを歴任した。
1890年（明治23年）7月の第1回衆議院議員総選挙では広島県第5区から出馬し当選。以来4回当選した。立憲政友会に所属した。